# Novamedia
Novamedia Holding BV är ett holländskt spelföretag som är grundare till Svenska Postkodlotteriet och deras syskonlotterier i Storbritannien, Nederländerna, Tyskland, Storbritannien och Norge. De är också ägare av lotteriet  VriendenLoterij och. I Sverige ägde de Bingolotto mellan 2001 och 2004 efter att de köpt spelet av Eklundgruppen och senare sålde det till Folkspel. De drev tidigare produktionsbolaget Nova TV som de senare sålde till Eyeworks.
Novamedia äger rättigheterna till produktkonceptet Postkodlotteriet. 

## Svenska Postkodlotteriet AB (tidigare Novamedia Sverige AB)
Svenska Postkodlotteriet (namnbyte 2023-01-01 från Novamedia Sverige) har sina rötter i det av Eklundgruppen i början av 1990-talet startade spelkonceptet Bingolotto, som i egenskap av spellicenstagare drevs den ideella föreningen Folkspel med sändning i TV4. Novamedia köpte Eklundgruppen 2001 och sålde rättigheterna för Bingolotto-konceptet till Folkspel 2004.